# Paul van den Berghe de Binckum

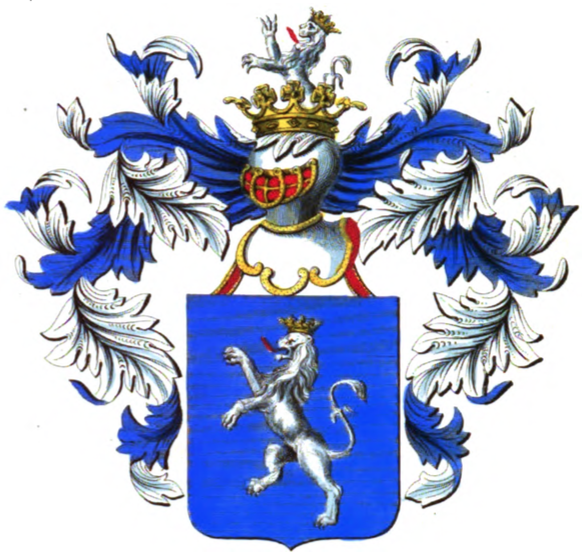
Wapen van de familie van den Berghe de Binckum

Paul François Louis van den Berghe de Binckum (Tienen, 3 december 1770 - Lubbeek, 6 oktober 1834) was een Zuid-Nederlands edelman.

## Geschiedenis
In 1715 verleende keizer Karel VI de titel ridder van het Heilige Roomse Rijk, overdraagbaar bij eerstgeboorte, samen met bevestiging in de erfelijke adel, indien nodig verheffing in die adel, aan Henricus van den Berghe, heer van Houthem, schepen van Tienen. Hij verleende hetzelfde aan de broers van Henricus, Paulus, licentiaat in de rechten en Franciscus-Josephus. 
Deze toekenningen werden niet erkend in de Oostenrijkse Nederlanden, maar integendeel in 1734 herroepen.

## Levensloop
Paul François van de Berghe was een kleinzoon van de voornoemde Henricus en een zoon van Ignace van den Berghe, heer van Houthem, Vissenaken en Binckum, en van Maria-Magdalena de Loën d'Enschedé. Hij werd raadslid van de stad Tienen.
In 1822 werd hij erkend in de erfelijke adel van het Verenigd Koninkrijk der Nederlanden met de titel ridder, overdraagbaar op alle mannelijke afstammelingen.
Hij trouwde in 1804 in Tienen met Marie-Elisabeth Waerseggers (1779-1846).
Hun enige zoon, Joseph François Van den Berghe de Binckum (1804-1872), werd Belgisch volksvertegenwoordiger.
De familie is in 1889 uitgedoofd.